# Israelites
Els israelites eren un grup etnoreligiós de parla hebrea format per tribus que van habitar gran part de Canaan durant l'edat del ferro.
El nom d'Israel apareix per primera vegada a l'Estela de Merneptah de l'antic Egipte, datada cap a l'any 1200 aC. L'erudició moderna considera que els israelites van sorgir de grups d'indígenes cananeus i altres pobles. Parlaven una forma arcaica de la llengua hebrea, que era una varietat regional de les llengües cananees, coneguda avui com a hebreu bíblic. A l'edat del ferro van sorgir els regnes d'Israel i Judà. El Regne d'Israel, amb la seva capital a Samaria, va caure en mans de l'Imperi Neoassiri cap al 720 aC; mentre que el de Judà, amb capital a Jerusalem, va ser destruït per l'Imperi Neobabilònic l'any 586 aC. Part de la població de Judea va ser duta a Babilònia, però va tornar a Israel després que Cir II el Gran conquerís la regió.
Segons la Bíblia, els israelites són descendents de Jacob, un patriarca que més tard va ser rebatejat com a Israel. Després d'una severa sequera a Canaan, Jacob i els seus dotze fills van fugir a Egipte, on finalment van formar les dotze tribus d'Israel. Els israelites, que vivien esclavitzats a Egipte, van ser alliberats més tard per Moisès i van conquerir Canaan sota el lideratge de Josuè, el successor de Moisès. La majoria dels estudiosos moderns estan d'acord que la Torà no proporciona un relat autèntic dels orígens dels israelites i, en canvi, la consideren com un mite nacional. Tanmateix, se suposa que hi pot haver un "nucli històric" a la narració. La Bíblia també retrata els regnes d'Israel i Judà com els successors d'un anterior Regne Unit d'Israel, tot i que es discuteix la historicitat d'aquest últim supòsit.
Tant els jueus com els samaritans remunten la seva ascendència als antics israelites. Els jueus remunten la seva ascendència a les tribus que van habitar el Regne de Judà, incloent Judà, Benjamí i part de la de Leví, mentre que els samaritans reclamen el seu llinatge dels descendents d'Efraïm, Manassès i Leví, que no van ser deportats a la captivitat assíria després de la caiguda d'Israel. Altres grups també n'han reivindicat l'afiliació.

## Etimologia
La primera referència a Israel en fonts no bíbliques es troba a l'Estela de Merneptah, cap a l'any 1209 aC. La inscripció és molt breu i diu: «Israel està devastat, sense llavors». La inscripció es refereix a un poble —no a cap individu o estat nacional— que es trobaria a Palestina central o a les terres altes de Samaria. Alguns egiptòlegs suggereixen que el mot Israel va aparèixer en relleus topogràfics anteriors, datats de la dinastia XIX (és a dir, el regnat de Ramsès II) o la dinastia XVIII, però aquesta lectura segueix sent controvertida.

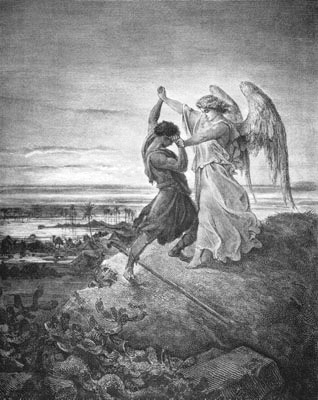
Jacob lluitant amb l'àngel (Gustave Doré, dècada del 1860).

En la Bíblia hebrea, Israel apareix per primera vegada a Gènesi 32:29, on un àngel dona el nom a Jacob després que tots dos lluitessin. L'etimologia popular que es dona al text deriva Israel de yisra, "prevaldre" o "lluitar amb", i El, un déu creador cananeu-mesopotàmic que s'identifica en ocasions amb Jahvè. No obstant això, l'erudició moderna interpreta El com el subjecte, "El mana/lluita", de sarar (שָׂרַר) "governar" (cognat amb sar (שַׂר) "governant", accadi šarru "governant, rei"), que probablement és cognat amb l'arrel semblant sara (שׂרה) "lluitat, esforçat, enfrontat".

Mapa de les Dotze Tribus d'Israel abans del moviment de Dan cap al nord, basat en el Llibre de Josuè.

Després, Israel va ser emprat per referir-se als descendents directes de Jacob i als gentils (estrangers residents) que s'havien assimilat a la comunitat israelita. Hebreu és un etnònim similar, però s'aplica generalment quan els israelites es troben en desavantatge econòmic o són migrants. També podria apuntar a la seva descendència d'Éber, el net de Noè. Durant el període de la monarquia dividida, el terme "israelites" es va utilitzar en referència als habitants del regne septentrional d'Israel, però finalment, va incloure els habitants del Regne de Judà en l'ús post-exili.
A la literatura del període del Segon Temple, "Israel" incloïa els membres de la monarquia unida, el regne del nord i l'Israel escatològic. "Jueu" (o "judeu") era un altre etnònim popular, però podria referir-se a un subgrup geogràficament restringit o als habitants del regne meridional de Judà. A més, obres com Esdras-Nehemies van ser pioneres en la idea d'una distinció "impermeable" entre Israel i els gentils, sobre una base genealògica. Altres estudiosos argumenten que la distinció es basa en la religió. Per exemple, Troy W. Martin argumenta que el jueu bíblic es basa en l'adhesió a la "circumcisió pactada", independentment de l'ascendència (Gènesi 17:9-14).
En el judaisme, "israelita", a grans trets, es refereix a un membre laic del grup etnoreligiós jueu, en oposició a les ordes sacerdotals de kohanim i levites. En textos legals com la Mixnà i Guemarà, ישראלי (Yisraeli o israelita), s'utilitza per descriure jueus en comptes de יהודי (Yehudi o jueu). En el samaritanisme, els samaritans no són jueus יהודים (Yehudim). En canvi, són israelites, que inclouen els seus germans jueus, o samaritans israelites.

## Narrativa bíblica

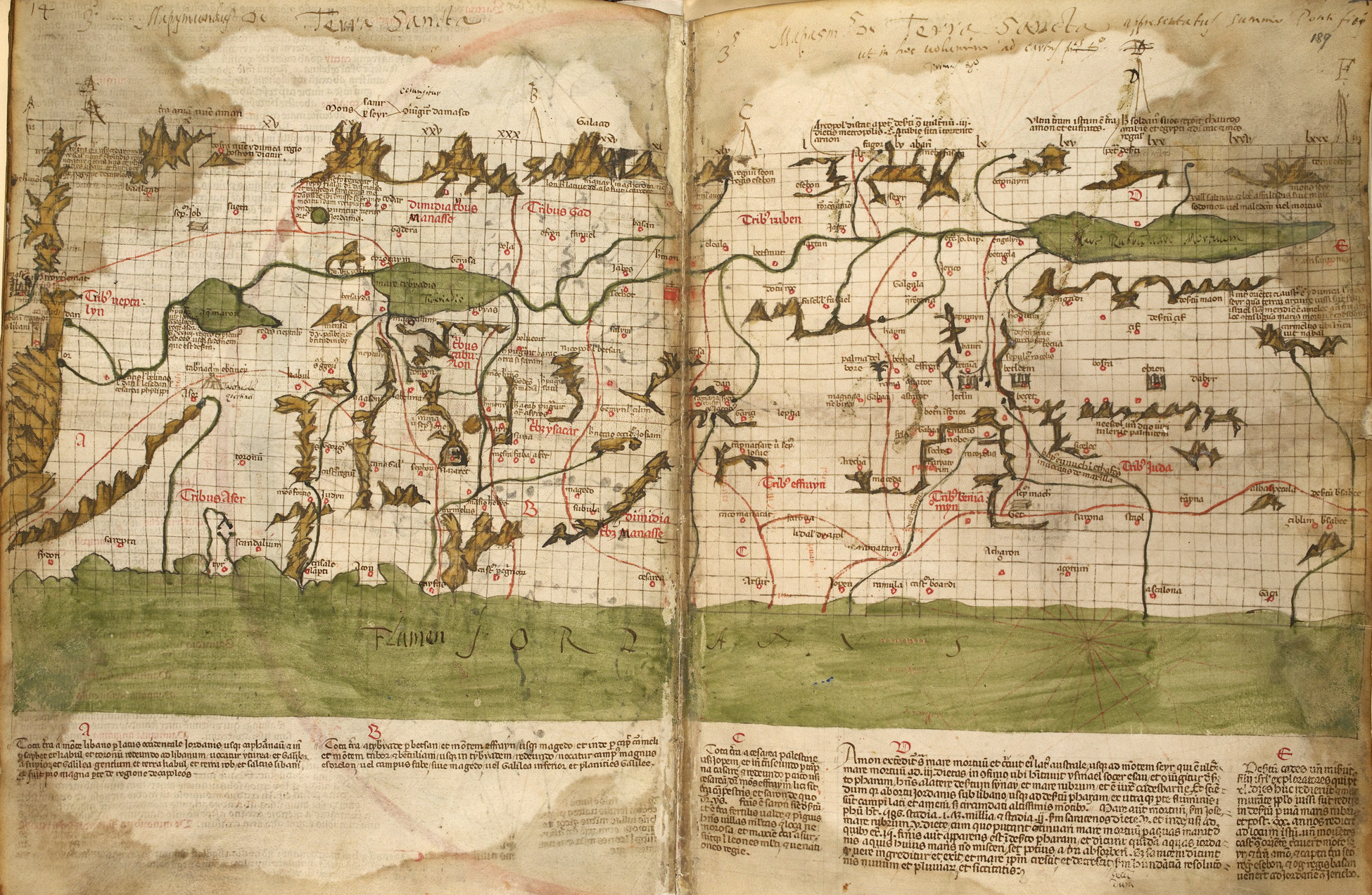
Mapa de Terra Santa, Pietro Vesconte, 1321, que mostra les parcel·les de les tribus d'Israel. Descrit per Adolf Erik Nordenskiöld com "el primer mapa no ptolemaic d'un país definit".

La història del poble israelita es pot dividir en aquestes etapes, segons la Bíblia hebrea:

### Període premonàrquic (fins a c. 1050 aC)

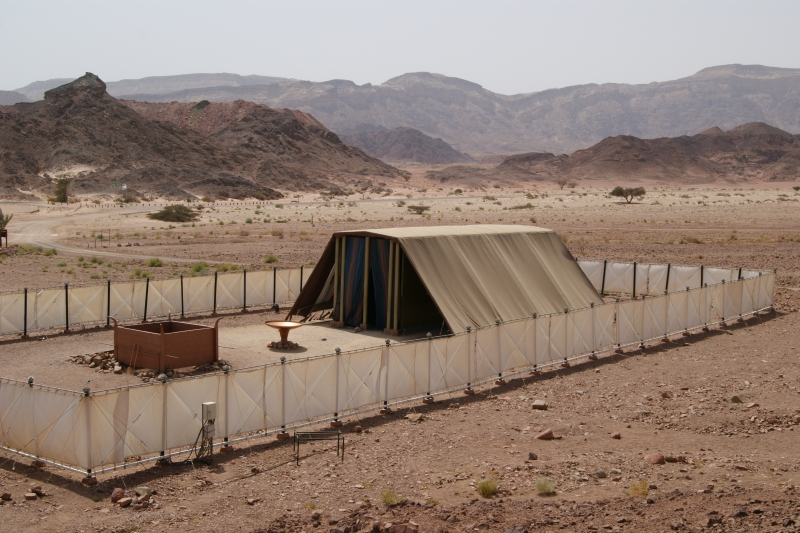
Maqueta del Tabernacle construït sota els auspicis de Moisès, al parc de Timna, Israel.

Els israelites van rebre el nom del seu avantpassat, Jacob/Israel, que era net d'Abraham. Estaven organitzats en 12 tribus: Rubèn, Simeó, Leví, Judà, Dan, Neftalí, Gad, Aser, Issacar, Zabuló, Josep (o tribu d'Efraïm i tribu de Manassès) i Benjamí. Originalment, van anar a Egipte després d'una fam a Canaan, però van ser esclavitzats pels egipcis. Van escapar i es van organitzar com a critarquia, on van seguir les lleis donades per Moisès. Després, els israelites van conquerir Canaan i van lluitar amb diversos veïns fins que van establir un estat monàrquic.
- Aquest període està cobert per Gènesi 12 a 1 Samuel 8.

### Monarquia unida (c. 1050–930 aC)
Com a estat monàrquic, les tribus israelites estaven unides pel lideratge de Saül, David i Salomó d'Israel. Els regnats de Saül i David van estar marcats per les victòries militars i la transició d'Israel a un mini-imperi amb estats vassalls. El regnat de Salomó va ser relativament més pacífic i va supervisar la construcció del Primer Temple, amb l'ajuda dels aliats fenicis. En aquest Temple es guardava l'Arca de l'Aliança; la seva antiga ubicació era la ciutat de David.
- Aquest període està cobert per 1 Samuel 8 a 1 Reis 11 o alternativament, 1 Cròniques 10 a 2 Cròniques 9.

### Monarquia dividida (c. 930–597 aC)
L'estat monàrquic es va dividir en dos estats, Israel i Judà, a causa de disputes civils i religioses. Finalment, Israel i Judà van desaparèixer després de les invasions assíries i babilònies, respectivament. Segons els profetes bíblics, aquestes invasions eren judicis divins per apostasia religiosa i lideratge corrupte.
- Aquest període està cobert per 1 Reis 12 a 2 Reis 25 o alternativament, 2 Cròniques 10 a 2 Cròniques 36. El Llibre de Jonàs narra que el profeta Jonàs va a l'Imperi Neoassiri per lliurar un missatge diví.

### Període de l'exili (c. 597–538 aC)
Després que els babilonis envaïssin Judà, van deportar la majoria dels seus ciutadans a Babilònia, on van viure com a "exiliats". Cir II el Gran va conquerir Babilònia i va establir el Primer Imperi Persa l'any 539 aC. Un any més tard, segons les cites tradicionals, Cir va permetre als judaïtes tornar a la seva terra natal. Aquesta pàtria va ser rebatejada com a Província de Yehud, que finalment es va convertir en una satrapia d'Eber-Nari.
- Aquest període està cobert per la totalitat del Llibre de Daniel.

### Període persa (c. 539–331 aC)
El 537–520 aC, Zorobabel es va convertir en el governador de Yehud i va començar a treballar en el Segon Temple, que es va aturar. El 520–516 aC, Ageu i Zacaries van incitar els judaïtes a reprendre les obres al temple. Un cop acabat, Josuè va esdevenir-ne gran sacerdot. En el període 458–433 aC, Esdres i Nehemies van dirigir un altre grup de judaïtes a Yehud, amb el permís d'Artaxerxes. Nehemies va reconstruir el temple —malmès després d'un desastre no especificat— i va eliminar la influència estrangera de la comunitat judaïta. Dit això, alguns judaïtes van optar per quedar-se a Pèrsia, on gairebé es van enfrontar a l'aniquilació.
- Aquest període està cobert per la totalitat dels Llibres d'Esdres, de Nehemies, d'Ester, d'Ageu, de Zacaries i de Malaquies.[72][73]

## Israelites històrics
Els esforços per confirmar l'etnogènesi bíblica d'Israel mitjançant l'arqueologia s'han abandonat en gran part com a improductius. Molts estudiosos veuen les narracions tradicionals com a mites nacionals amb poc valor històric, però alguns postulen que un petit grup d'egipcis exiliats va contribuir a la narració de l'Èxode. William G. Dever identifica amb cautela aquest grup amb la tribu de Josep, mentre que Richard Elliott Friedman ho fa amb la tribu de Levi. Flavi Josep, citant a Manetó, els identifica amb els hicsos. Altres estudiosos creuen que la narració de l'Èxode va ser una "memòria col·lectiva" de diversos esdeveniments de l'edat del bronze.
A més, és poc probable que els israelites haguessin avançat per la força al sud del Llevant, segons les proves arqueològiques. En canvi, té més recolzament la ramificació provinent dels pobles indígenes cananeus que havien habitat durant molt de temps la regió, que incloïa Síria, l'antic Israel i la regió de Transjordània. La seva cultura era monolatrística, amb un enfocament principal en el culte a Yahvé (o El). Emperò, després de l'exili babilònic, esdevingueren monoteistes, amb influència parcial del zoroastrisme, fet que va distanciar decisivament els israelites dels altres cananeus. Feien servir l'escriptura cananea i es comunicaven en una llengua cananea coneguda com a hebreu bíblic. El descendent modern de la llengua és avui l'únic dialecte supervivent de les llengües cananees.
Gary Rendsburg argumenta que algunes tradicions bíbliques arcaiques i altres proves circumstancials apunten a que els israelites van sorgir dels shasu i altres pobles seminòmades de les regions desèrtiques al Llevant sud, que més tard es van establir a les terres altes de Canaan.

### Orígens

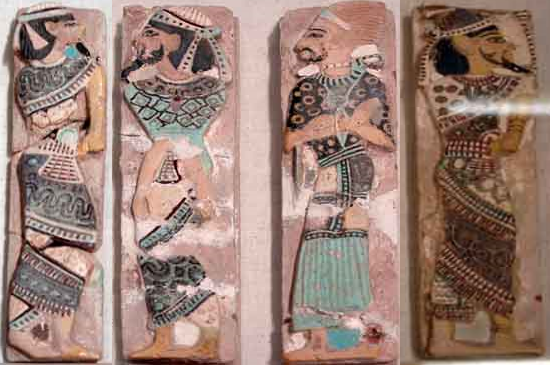
Rajoles de presoners de Ramsès III que representen els precursors dels israelites a Canaan: cananeos de ciutats-estat i un líder shasu.

Existeixen diverses teories sobre els orígens dels israelites històrics. Alguns creuen que descendien de nòmades itinerants, com habiru i shasu, o cananeus empobrits, que es van veure obligats a abandonar les zones urbanes riques i viure a les terres altes. L'opinió acadèmica predominant és que els israelites eren una barreja de pobles predominantment indígenes de Canaan, amb aportacions addicionals d'una matriu de pobles egípcis, que probablement va inspirar la narrativa de l'Èxode. La demografia d'Israel era semblant a la demografia d'Ammon, Edom, Moab i Fenícia.
A més de l'enfocament en l'adoració a Jahvè, els marcadors culturals israelites es definien pel tractament del cos, el menjar i el temps; inclosa la circumcisió masculina, l'evitació del consum de carn de porc i el temps marcat basat en l'Èxode, els regnats dels reis israelites i l'observació del sàbat. Els dos primers marcadors van ser observats pels semites (veïns de l'oest), a més dels filisteus (d'origen grec micènic). Com a resultat, els matrimonis mixts amb altres semites eren habituals. Però el que distingia la circumcisió israelita de la circumcisió no israelita era l'èmfasi en el "moment correcte". La circumcisió israelita també servia com a signe mnemotècnic per als circumcidats, on el seu penis circumcidat erecte "antinatural" els recordava que es comportarien de manera diferent en qüestions sexuals. Yom-Tov Lipmann-Muhlhausen suggereix que la identitat israelita es basava en la fe i l'adhesió als manaments adequats al sexe. Per als homes, era la circumcisió. Per a les dones, era un sacrifici ritual després del part (Levític 12:6).

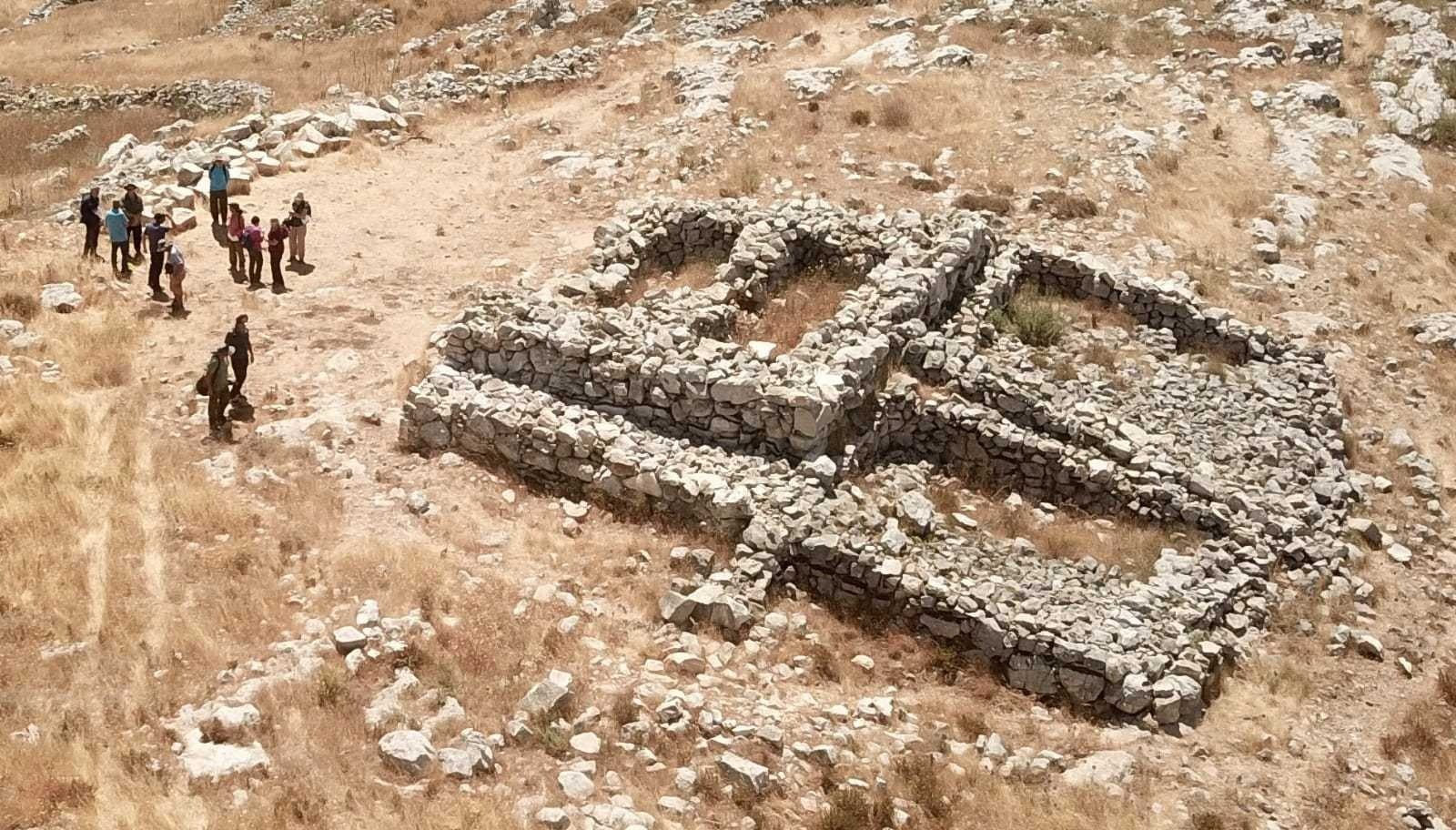
L'Estructura del mont Ebal, vista per molts arqueòlegs com un lloc de culte israelita primerenc.

La genealogia va ser un altre marcador ètnic. Es tractava d'una qüestió d'identitat cultural i no de descendència biològica. Per exemple, els clans estrangers podrien adoptar la identitat d'altres clans, de manera que perdien la seva condició de "forasters". Això s'aplicava als israelites de diferents tribus i als gentils. Saul Oylan va argumentar que els estrangers es convertien automàticament en israelites si vivien al seu territori, segons Ezequiel 47:21-23. Dit això, els israelites van utilitzar la genealogia per participar en el "narcisisme de petites diferències", però també en l'autocrítica, ja que els seus avantpassats incloïen personatges moralment qüestionables, com Jacob. Tots dos trets representaven les "complexitats de l'ànima jueva".
Els noms eren significatius a la cultura israelita i indicaven el destí i el caràcter inherent d'una persona. Així, un canvi de nom indicava una “transformació divina” cap a les “destinacions, caràcters i naturaleses” d'una persona. Aquestes creences s'alineaven amb el medi cultural del Pròxim Orient, on els noms estaven "íntimament lligats a l'essència mateixa de l'ésser i inextricablement entrellaçats amb la personalitat".
Pel que fa a l'aparença, els rabins van descriure els jueus bíblics com «a mig camí entre el blanc i el negre», «del color del boix». Suposant la veracitat de l'afirmació de Yurco, que els israelites estan representats en relleus del temple de Merneptah, a Karnak, els primers israelites podrien haver dut la mateixa roba i pentinats que els cananeus no israelites. En discrepància amb això, Anson Rainey va argumentar que els israelites dels relleus s'assemblaven més als shasu. D'acord amb la literatura bíblica, els israelites es van distingir de pobles com els babilonis i els egipcis per no tenir barbes llargues ni de boc. Tanmateix, aquestes pràctiques de moda eren costums de classe alta.

#### Els primers assentaments israelites
Al segle XII aC, van sorgir molts assentaments israelites a la regió muntanyosa central de Canaan, que antigament era terra erma. En aquests assentaments no s'han trobat proves de consum de carn de porc, com si n'hi ha en els assentaments filisteus. Tenien cases de quatre peces i vivien amb un ethos igualitari, que s'exemplificava en l'absència de tombes elaborades, residències de governadors, o cases més grans que d'altres, etc. Seguien una economia mixta, que prioritzava l'autosuficiència, el cultiu de conreus, la ramaderia i la producció artesanal a petita escala. Simultàniament es van introduir noves tecnologies com el cultiu en terrasses, les sitges per a l'emmagatzematge de gra i les cisternes per a la recollida d'aigua de pluja.
Aquests assentaments van ser construïts per habitants de les terres del sud (és a dir, el Sinaí modern i les parts del sud d'Israel i Jordània), que van abandonar les seves costums de ramaders nòmades. Els cananeus que vivien fora de les muntanyes centrals van ser identificats vagament com a danites, axerites, zabulunites, issacarites, neftalites i gadites. Aquests habitants no tenen una història important de migració —fora dels danites, que suposadament són originaris dels pobles de la mar, en particular els dan(an)u. No obstant això, es van barrejar amb els antics nòmades per factors socioeconòmics i militars.
El seu interès pel jahvisme i la preocupació pels desfavorits va ser un altre factor. Les possibles al·lusions a aquesta realitat històrica a la Bíblia hebrea inclouen les esmentades tribus, llevat d'Isacar i Zabuló, descendents de Bilhà i Zilpà, que es consideraven "addicions secundàries" a Israel. El culte a El era fonamental per a la cultura israelita primitiva, però actualment es desconeix el nombre de fidels a El a Israel. És més probable que diferents localitats israelites tinguessin opinions diferents sobre El i tinguessin espais sagrats "a petita escala". Himbaza et al. (2012) afirmen que les llars israelites normalment estaven mal acondicionades i no permetien gestionar els conflictes familiars, cosa que podria explicar els durs tabús sexuals que s'imposaven a actes com l'incest, la poligàmia, l'homosexualitat, etc. a Levític 18:20. Aquests "crims secrets" es penaven amb la mort. Qui els perpetrava, acostumaven a confessar preventivament per por, i feien les oportunes reparacions.

### Període monàrquic

#### Monarquia Unida

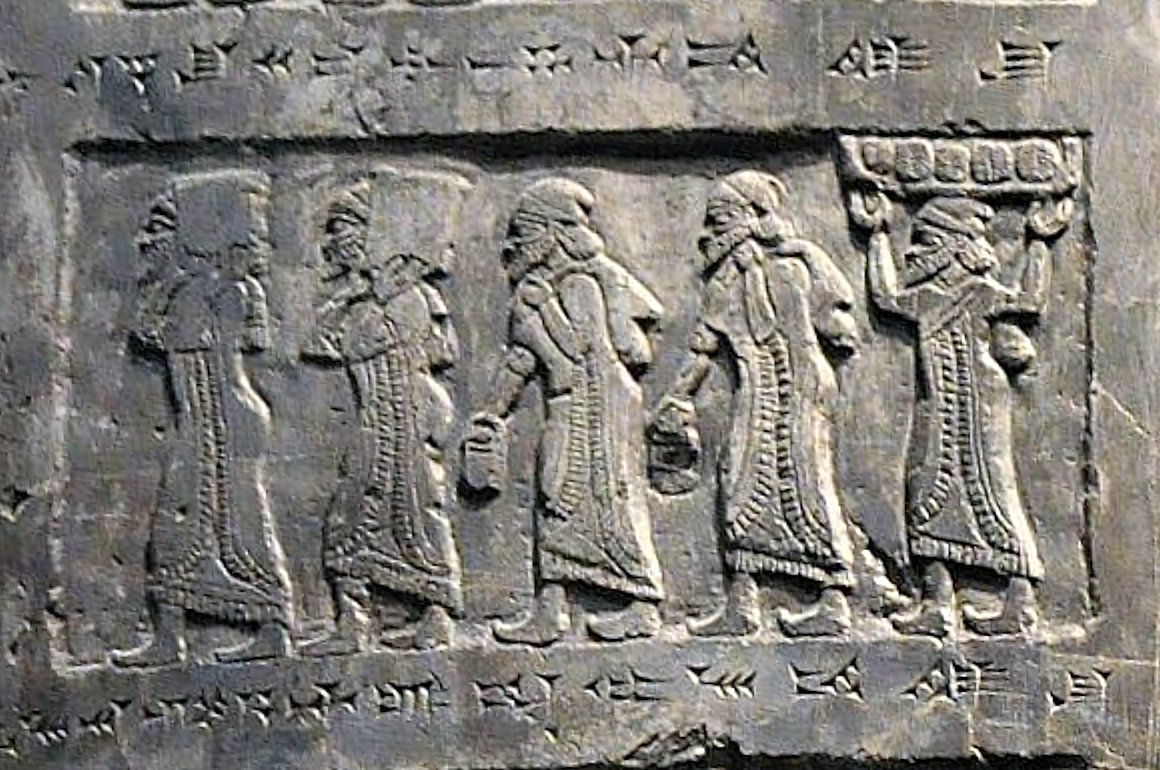
Part de la delegació israelita amb regals del rei Jehú, obelisc negre, 841–840 aC.

La historicitat de la Monarquia Unida és molt debatuda entre els arqueòlegs i els estudiosos bíblics: maximalistes i centristes bíblics (Kenneth Kitchen, William G. Dever, Amihai Mazar, Baruch Halpern i altres) argumenten que el relat bíblic és més o menys precís, mentre que els minimalistes bíblics (Israel Finkelstein, Ze'ev Herzog, Thomas L. Thompson i altres) argumenten que Israel i Judà mai es van separar d'un estat comú. El debat no s'ha resolt, però els recents descobriments arqueològics d'Eilat Mazar i Yosef Garfinkel mostren cert suport a l'existència de la Monarquia Unida.
A partir de l'any 850 aC, una sèrie d'inscripcions dels veïns d'Israel, esmenten la "Casa de David".

#### Regnes d'Israel i Judà

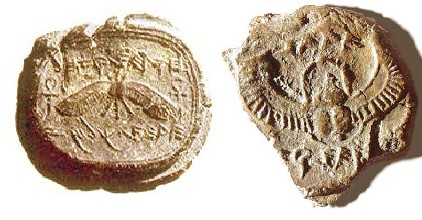
"A Ezequies, fill d'Acaz, rei de Judà": segell reial trobat a les excavacions d'Ofel a Jerusalem.

En comparació amb la Monarquia Unida, la historicitat del Regne d'Israel i Judà és àmpliament acceptada pels historiadors i arqueòlegs.:169–195 La seva destrucció per part dels assiris i babilonis, respectivament, també està confirmada per proves arqueològiques i fonts extrabíbliques.:306 Christian Frevel argumenta que el jahvisme estava arrelat a la cultura del Regne d'Israel, que el va introduir al Regne de Judà a través de les expansions d'Acab i la cooperació sociopolítica, motivada per les conquestes d'Hazael.
Frevel també ha argumentat que Judà era gairebé un vassall d'Israel, sota els omrides. Aquesta teoria ha estat rebutjada per altres estudiosos, que argumenten que les proves arqueològiques semblen indicar que Judà va ser una entitat sociopolítica independent durant la major part del segle IX aC.
Avraham Faust argumenta que hi va haver una adhesió contínua a l'«ethos de l'igualitarisme i la simplicitat» a la Segona Edat del Ferro (segles X-VI aC). Per exemple, hi ha mínims indicis de temples o de complexos enterraments en tombes, malgrat que Israel i Judà estaven més densament poblats que al final de l'Edat del Bronze. Les cases de quatre habitacions van continuar sent la norma. A més, les inscripcions reials eren escasses, juntament amb la ceràmica importada i decorada.
El Regne d'Israel va ser conquerit per l'Imperi Neoassiri al voltant del 720 aC. Els registres de Sargon II d'Assíria indiquen que va deportar part de la població a Assíria. Aquesta deportació es va convertir en la base de la idea jueva de les deu tribus perdudes d'Israel. Alguns israelites van emigrar al regne meridional de Judà,  mentre que aquells israelites que van romandre a Samaria, concentrats principalment al voltant del mont Garizim, van passar a ser coneguts com a samaritans. Els assiris també van establir grups estrangers als territoris del regne conquerit.
Els israelites exiliats de regions no judaïtes es van enfrontar a l'assimilació a la població assíria, a diferència dels seus homòlegs de Judea. Tot i que els registres històrics indiquen la desaparició de les tribus israelites de Galilea i Transjordània, és plausible que molts israelites de Samaria van sobreviure i es van quedar a la regió. Aquests supervivents, contràriament a la tradició jueva, es creu que es van convertir en els avantpassats dels samaritans, que van seguir el samaritanisme. Les investigacions indiquen que només una part d'aquesta població es va casar amb colons mesopotàmics. En el seu hebreu samarità nadiu, els samaritans s'identifiquen com "Israel", "B'nai Israel" o "Shamerim/Shomerim" (és a dir, "Guardians/Cuidadors/Vigilants").
Cap a finals del mateix segle, l'Imperi Neobabilònic va sortir victoriós sobre els assiris, la qual cosa va portar a la submissió de Judà com a estat vassall. A principis del segle VI aC, una sèrie de revoltes a Judà van impulsar el rei babilònic Nabucodonosor II a assetjar i destruir Jerusalem juntament amb el Primer Temple, marcant la desaparició del regne. Posteriorment, un segment de la població judaïta va ser exiliat a Babilònia en diverses onades. Aquests eren progenitors dels jueus, que practicaven el judaisme durant el període del Segon Temple.

### Història posterior
Amb la caiguda de Babilònia davant l'ascens de l'Imperi persa aquemènida, el rei Cir el Gran va emetre una proclama coneguda com l'Edicte de Cir, animant els exiliats a tornar a la seva terra natal després que els perses la constituïssin com una província autònoma, governada pels jueus, anomenada Yehud. Sota el domini persa (c. 539–332 aC), la població jueva retornada va restaurar la ciutat i va reconstruir el temple de Jerusalem. El Cilindre de Cir es cita controvertidament com a prova que Cir va permetre que els jueus tornessin. Els retornats van mostrar un "sentit incrementat" de la seva identitat ètnica i van evitar l'exogàmia, que va ser tractada com una "realitat permissiva" a Babilònia. La circumcisió ja no era un marcador ètnic significatiu, ara es donava més èmfasi a la descendència genealògica i a la fe en Jahvè.
L'any 332 aC, l'Imperi aquemènida va caure en mans d'Alexandre el Gran i la regió es va incorporar més tard al Regne Ptolemaic (c. 301–200 aC) i a l'Imperi selèucida (c. 200–167 aC). La revolta dels Macabeus contra el domini selèucida va inaugurar un període d'independència nominal per al poble jueu, sota la dinastia asmonea (140–37 aC). Encara que, inicialment, operava de manera semiautònoma dins de l'esfera selèucida; els asmoneus van refermar gradualment la independència total mitjançant la conquesta militar i la diplomàcia, i es van establir com els darrers governants jueus sobirans, abans d'una pausa prolongada en la sobirania jueva a la regió. Alguns estudiosos argumenten que els jueus també es van dedicar a esforços missioners actius en el món grecoromà, que van provocar conversions. Altres, com Scot McKnight i Martin Goodman, rebutgen aquesta visió mentre sostenen que les conversions es produïen de manera esporàdica. Va haver una diàspora semblant per als samaritans, però la seva existència està poc documentada.
L'any 63 aC, la República Romana va conquerir el regne. L'any 37 aC, els romans van nomenar Herodes el Gran com a rei d'una Judea vassalla. L'any 6 dC, el territori es va integrar definitivament a l'Imperi Romà, constituida com la província de Judea. Durant aquest període, les principals zones d'assentament jueu a la Terra d'Israel eren Judea, Galilea i Perea, mentre que els samaritans tenien el seu centre demogràfic a Samaria. La creixent insatisfacció amb el domini romà i els disturbis civils van desembocar en la Primera Guerra Judeo-Romana (66–73 dC), que va resultar en la destrucció de Jerusalem i el seu Temple, fets que posarien fi al període del Segon Temple. Aquest esdeveniment va marcar un moment cataclísmic en la història jueva, i va provocar una reconfiguració de la identitat i la pràctica jueves per tal de garantir-ne la continuïtat. El cessament del culte al Temple i la desaparició de les sectes que s'hi basaven, van facilitar l'auge del judaisme rabínic, que derivava de l'escola farisaica del judaisme del Segon Temple. Posava l'èmfasi en el culte comunal a la sinagoga i l'estudi de la Torà, i finalment es va convertir en l'expressió predominant del judaisme. Al mateix temps, el cristianisme va començar a divergir del judaisme, evolucionant cap a una religió predominantment gentil. Dècades més tard, la revolta de Bar Kokhebà (132–135 dC) va disminuir encara més la presència jueva a Judea, donant lloc a un canvi geogràfic de la vida jueva a Galilea i Babilònia, amb comunitats més petites escampades per la Mediterrània.

#### Grups moderns vists com a descendents o que reclamen connexions
Jueus i samaritans comparteixen una connexió amb la Terra bíblica d'Israel. Hi ha qui argumenta que alguns grups palestins són descendents de jueus que no van ser exiliats pels romans. Altres grups reclamen continuïtat amb els israelites, inclosos els paixtuns, els israelites britànics, els hebreus negres israelites, els igbos, els mormons i els cristians evangèlics que subscriuen la teologia del pacte.

## Genètica

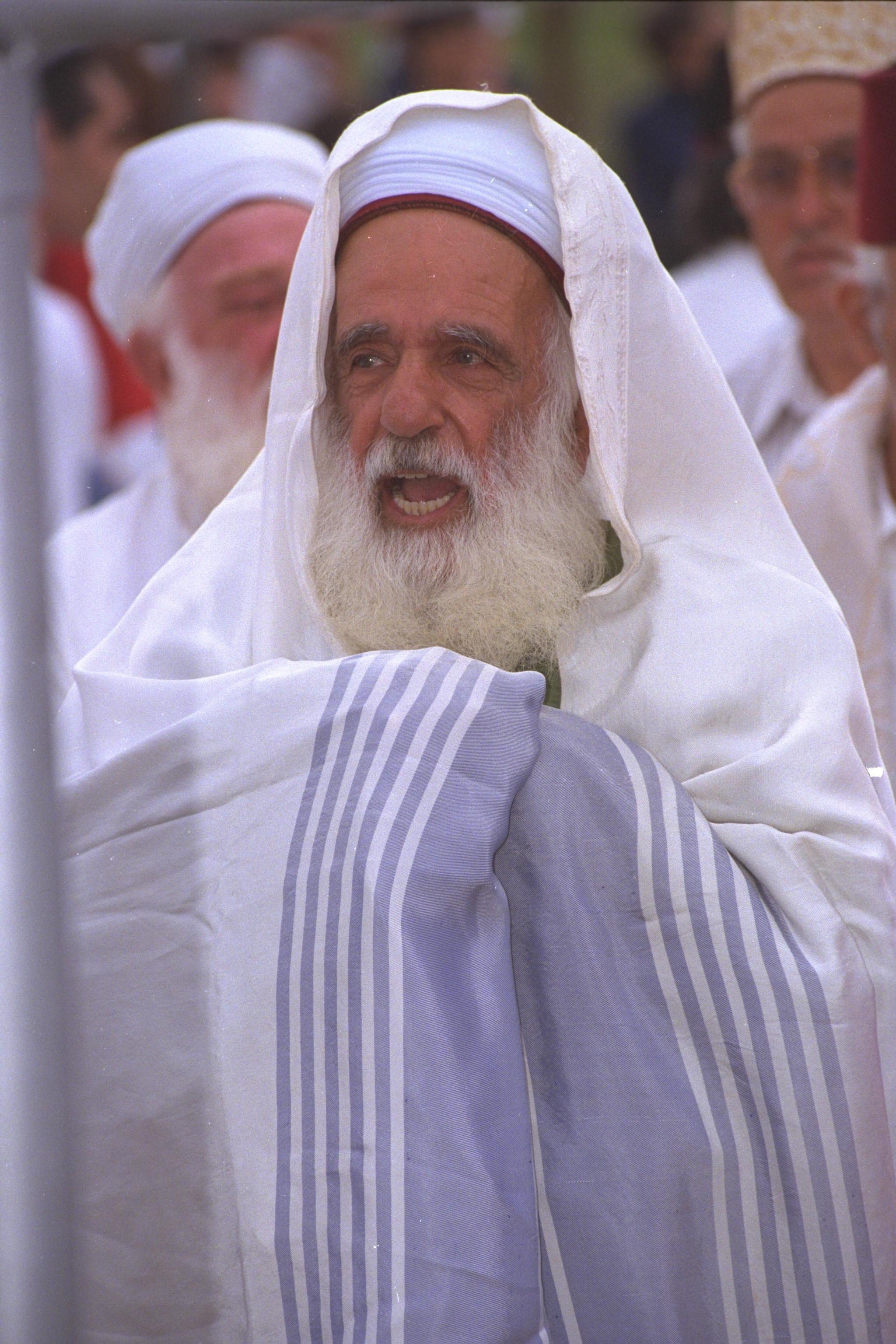
Un ancià samarità participa en els serveis de pregària de Pasqua celebrats al mont Garizim.

A partir del 2024, només un estudi ha examinat directament el material genètic antic israelita. L'anàlisi va examinar les restes esquelètiques de l'època del Primer Temple excavades a Abu Ghosh i va mostrar un individu masculí pertanyent a l'haplogrup J2 Y-DNA, un conjunt de seqüències d'ADN estretament relacionades que es pensava que es van originar al Caucas o a l'Anatòlia oriental, així com els mitocondrials T1a i H87 entre els quals també s'han detectat els haplogrups d'ADN cananita, i aquest últim en bascos, àrabs tunisians i iraquians, suggerint un origen mediterrani, del Pròxim Orient o potser àrab.
Un estudi de 2004 (de Shen et al.) que comparava els samaritans amb diverses poblacions jueves (inclosos jueus asquenazis, jueus iraquians, jueus libis, jueus marroquins i jueus iemenites) va trobar que "l'anàlisi dels components principals va suggerir una ascendència comuna dels samaritans i els jueus. La majoria dels primers es poden remuntar a un avantpassat comú, en el que avui s'identifica com el gran sacerdoci israelita heretat per paternitat (Cohanim), amb un avantpassat comú projectat a l'època de la conquesta assiria del regne d'Israel".
Un estudi de 2020 (d'Agranat-Tamr et al.) va declarar que hi havia continuïtat genètica entre els llevantins meridionals de l'edat del bronze i l'edat del ferro, que incloïen els israelites i els judaites. Es podrien "modelar com una barreja de poblacions locals del Neolític anterior i poblacions de la part nord-est del Pròxim Orient (per exemple, les muntanyes de Zagros, els caucàsics/armenis i possiblement els hurrites)". Els motius de la continuïtat inclouen la resiliència del col·lapse de l'edat de bronze, que va ser cert sobretot per a ciutats de l'interior com Meguidó i Abel-Betmaacà. En altres llocs, es van afegir components relacionats amb Europa i l'Àfrica oriental a la població, des d'un gradient nord-sud i sud-nord respectivament. Com a representants, es van utilitzar europeus del Neolític final i de l'edat del bronze, i somalis.